# Ignasi Ribera i Rovira
Ignasi Ribera i Rovira (Castellbell i el Vilar, 1880 - Barcelona, 1942) foi um jornalista e poeta catalão, pioneiro do iberismo. 

## Biografia
Filho do engenheiro têxtil Ignasi de L. Ribera i Prat, a família transladou-se por motivos de trabalho à localidade portuguesa de Tomar, onde viveu desde o ano de 1900 até o 1904.
Viveu boa parte da sua vida estreitamente relacionado com Portugal, onde deu a conhecer aspectos da cultura e da política catalãs, e divulgou em Catalunha a cultura portuguesa, em artigos e conferências que foram recolhidos nos trabalhos “Portugal artístico”, de 1905, e “Portugal literário”, de 1912. Defendeu o iberismo como integração, numa sozinha entidade, de Catalunha e o sul de França, Espanha e Portugal, com muita autonomia para a cada uma das três. Traduziu obras do português ao catalão e ao castelhano, especialmente do escritor Júlio Dantas, do qual chegou a traduzir onze títulos, como La cena dels cardenals, Roses de tot l’any, El primer petó, Sor Mariana, Don Bertran de Figueiroa, 1023 e La severai Romanticisme. O 1905 escreveu “Poesia e prosa”, estendido por Joan Maragall, com textos originais seus juntamente com poemas portugueses traduzidos. O 1913 foi o responsável de duas antologies:  “Atlàntiques. Antologia de poetas portugueses”, com poetas da nova renaixença portuguesa, e “Contistes portugueses”, dedicada à narrativa, com peças de Raul Brandão, Cariel, Coelho, Cortesão, Eça de Queiroz, Figueiredo, Montalvão, Teixeira Borrachas, Artur de Vasconcelos Sobral e Vaz de Carvalho. Outros livros seus são “Iberisme”, de 1907, “Portugal y Galicia: Nación”, de 1911, e os de poemas “Mos três amores” de 1901, “Miradas”, de 1908, e “Solitários” de 1912.
Colaborou nos jornais portugueses Diário de Notícias e O Século, e nos catalães La Renaixença, La Veu de Catalunya e El Poble Català, de onde fez a ponte entre as culturas dos dois povos. Em castelhano colaborou com o La Noche e El Día Gráfico. Presidiu a Federação de Imprensa da Espanha, a Federação da Imprensa Catalanobalear, a Associação da Imprensa Diária de Barcelona e foi vice-presidente da União Internacional das Associações de Imprensa de Paris. Em 1907, conseguiu que o Real Instituto de Lisboa, por iniciativa do Comité Catalanophilo, organismo formado por diferentes personalidades portuguesas, criasse a cátedra de Língua Catalã dirigida por Manel Ribas. Em 1909, criou o primeiro Casal Catalão e as classes de catalão à Sociedade de Geografia de Lisboa.